# Acalypha adenophora
Acalypha adenophora é uma espécie de flor do gênero Acalypha, pertencente à família Euphorbiaceae.